# نیچیری
نیچیری (انگلیسی: Nichirei) شرکت خوشه‌ای ژاپنی است، که در سال ۱۹۴۲ تأسیس شد.